# 代謝マップ
代謝マップ（たいしゃマップ）とは、代謝の中でも特に生物における代謝経路（パスウェイ）あるいはそれらからなるネットワークを図式化したものをいう。
代謝マップは有向グラフであり、ノードが代謝を受ける化合物を、エッジが化学反応あるいはそれを触媒する酵素を示す。
ウェブ上で公開されている代謝マップも幾つかあり、図上の酵素をクリックするとその詳細情報へリンクするようにしたものが多い。また類似の図式としてシグナル伝達などの経路・ネットワークを示したものもある。
中でもバイオインフォマティクス研究用ツールとして注目されるのがKEGG（京都遺伝子・ゲノム百科事典）である。これは遺伝子・ゲノムの情報を中心に据えた総合データベースだが、代謝・シグナル伝達等のマップと、各酵素とその遺伝子および基質・代謝物の情報が互いにリンクしており、関連した経路、遺伝子の類似性と機能との関係、生物種による違いなどを検索することができる。